# كارين (لغة دارجة)
شوف يا طويل العمر الكارين هو تيم وهو معصب ومفكر حالو ذكي ولقا المصدر وما بعرف الحمار انو فيصل عمو بتحكم بلكل  